# README

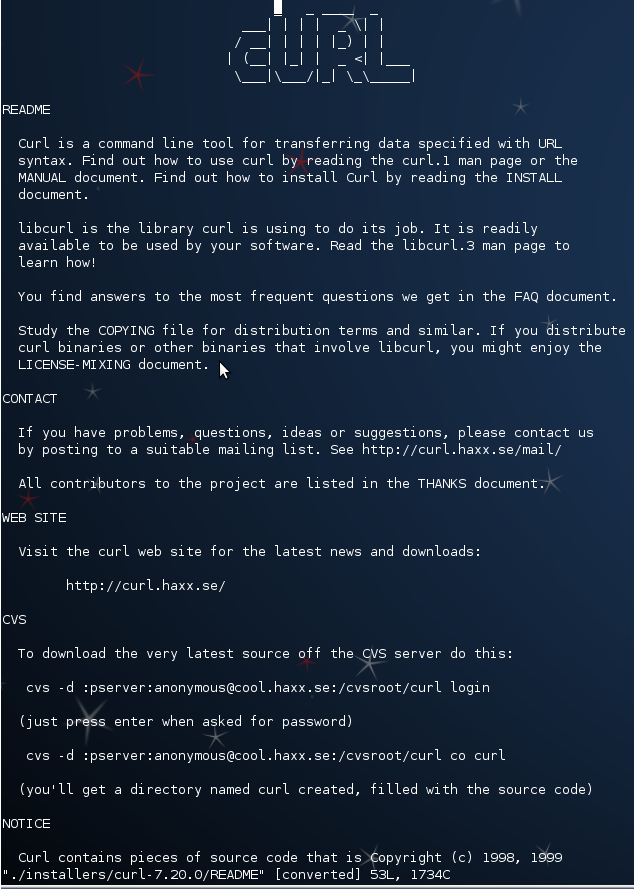
اطلاعات تابع Curl

README یا به فارسی مرا بخوان، فایلی است که دربرگیرنده اطلاعاتی درباره فایل‌های دیگر در یک دایرکتوری یا آرشیو است و معمولاً به همراه نرم‌افزارهای رایانه‌ای توزیع می‌شود. چنین فایلی، معمولاً یک فایل متنی است که نام آن می‌تواند README.TXT, README.md, README.1ST, READ.ME یا به سادگی README باشد. در نرم‌افزارهای مایکروسافت ویندوز گاهی اوقات این فایل README.WRI, README.RTF, یا README.DOC نام دارد. نام این فایل طوری انتخاب شده که کاربرانی که از وجود آن باخبر نیستند، به خواندن آن جلب شوند. نام این فایل معمولاً با حروف بزرگ نوشته می‌شود. چرا که در سیستم‌هایی که نام فایل‌ها به حروف کوچک و بزرگ حساس است (مانند یونیکس)، در هنگام فهرست‌گیری از یک دایکتوری، این فایل در ابتدای فهرست قرار گیرد. (در سیستم‌های ASCIIbetical نام فایل‌های بزرگ زودتر از فایل‌های کوچک چاپ می‌شود.)

## محتوا
این فایل معمولاً دربرگیرنده اطلاعاتی درباره موضوعات زیر است:
- دستورالعمل‌های پیکربندی
- دستورالعمل‌های نصب
- دستورالعمل‌های استفاده
- لیست فایل‌هایی که به همراه نرم‌افزار ارائه شده‌اند.
- اطلاعات حق تکثیر و پروانه نرم‌افزار
- اطلاعات تماس با توسعه‌دهندگان و برنامه‌تویسان نرم‌افزار
- مشکلات شناخته‌شده نرم‌افزار
- اشکالزدایی
- سیاهه تغییرات (به انگلیسی: changelog) (یعنی برنامه نسبت به نسخه قبل چه تغییری کرده، معمولاً برای برنامه‌نویسان نوشته می‌شود)
- قسمت خبرها (معمولاً برای کاربران نوشته می‌شود)

گاهی اوقات از عبارت «فایل readme» برای توصیف کردن فایل‌هایی استفاده می‌شود که هرچند نام آنها «readme» نیست، اما نوعی از فایل‌های readme در نظر گرفته می‌شوند. کد منبع بسیاری از نرم‌افزارهای آزاد خصوصاً آنهایی که از استندارد جنیتز پیروی می‌کنند یا با ابزارهای خودکار گنو تهیه شده‌اند، معمولاً دربرگیرنده چند نوع فایل readme هستند:
| README            | اطلاعات کلی                                                                                                  |
| AUTHORS           | سازندگان برنامه                                                                                              |
| THANKS            | تشکر و قدردانی                                                                                               |
| ChangeLog         | یک سیاهه تغییرات با جزئیات که برای برنامه‌نویسان نوشته شده است.                                               |
| NEWS              | یک سیاهه تغییرات ساده که برای کاربران نوشته شده است.                                                         |
| INSTALL           | دستورالعمل‌های نصب کردن نرم‌افزار                                                                              |
| COPYING / LICENSE | اطلاعات حق تکثیر و پروانه برنامه                                                                             |
| BUGS              | مشکلات شناخته‌شده‌ای که در برنامه وجود دارد. همینطور نحوه گزارش کردن اشکالات برنامه‌ها در این فایل تشریح می‌شود. |

همچنین از انواع فایل‌های readme دیگر می‌توان به فایل FAQ اشاره کرد که حاوی پاسخ تعدادی از سوالات پر تکرار است. یا همینطور فایل دیگری به نام TODO که حاوی تغییراتی است که احتمالاً در آینده در نرم‌افزار اعمال خواهند شد.